# 川合村 (三重県)
川合村（かわいむら）は、三重県一志郡にあった村。現在の津市一志町の北東端、雲出川の下流右岸、近鉄大阪線・川合高岡駅および名松線・一志駅の東側から名松線・伊勢八太駅周辺にかけての区域にあたる。

## 地理
- 河川：雲出川、波瀬川

## 歴史
- 1889年（明治22年）4月1日 - 町村制の施行により、八太村・小山村・須ヶ瀬村・庄村・其村・片野村の区域をもって発足。
- 1955年（昭和30年）1月15日 - 大井村・波瀬村・高岡村と合併して一志町が発足。同日川合村廃止。

## 交通

### 鉄道路線
- 日本国有鉄道
  - 名松線
    - 伊勢八太駅
- 近畿日本鉄道
  - 大阪線
    - 川合高岡駅（所在地は高岡村）

現在は旧村域に名松線の一志駅が所在するが、当時は伊勢田尻駅を称して高岡村に所在した。

### 道路
現在は旧村域を伊勢自動車道が通過するが、当時は未開通。